# パラスポーツ・オリンピコ
パラスポーツ・オリンピコはイタリアのトリノにある屋内競技場。2006年の五輪では、アイスホッケーが行なわれた。2007年のユニバーシアードの開閉会式場にもなった。日本の建築家磯崎新とピエール・パオロ・マッジョーラによって設計された。イタリア最大の屋内競技場でもある。2014年７月にイタリアの大手旅行代理店のアルピツアーが命名権を取得したが、現在は食品メーカーイナルピが取得している。2021年から25年までATPファイナルズの会場に決定している。2022年にはイタリアで31年ぶりの開催となるユーロビジョン・ソング・コンテストの会場として使用。
近くにはオリンピコスタジアムがある。